# Journal of Structural Geology
Journal of Structural Geology ist eine monatlich erscheinende englischsprachige Fachzeitschrift mit Peer-Review, deren  Schwerpunkt im Gebiet der Strukturgeologie liegt.

## Publikation
Journal of Structural Geology, abgekürzt J. Struct. Geol.,  wird von Elsevier seit 1979 herausgegeben. Chefredakteur der Fachzeitschrift ist Cees W. Passchier (Universität Mainz).

## Zielsetzung
Journal of Structural Geology publiziert Prozess-orientierte Studien in der Strukturgeologie. Zu diesem Zweck werden folgende Verfahren und Techniken eingesetzt:
- Analoge und digitale Geländedaten
- Reflexionsseismik
- Satellitengestützte Fernerkundung
- Geometrische und kinematische Modellierung
- Laborexperimente
- Computersimulationen
- Analoge und numerische Modellrechnungen für alle Größenordnungen

Beiträge sollen unter Einbeziehung von Aspekten aus Rheologie, Felsmechanik, Geophysik, Metamorphose, Sedimentologie, Erdölgeologie, Wirtschaftsgeologie, Geodynamik, Planetengeologie, Tektonik und Neotektonik zu einem besseren Verständnis von Deformationsprozessen führen. Da Strukturgeologie eine sehr visuelle Disziplin ist, kann der Einsatz von Videos und graphischen Abstrahierungen dreidimensionale Zusammenhänge verdeutlichen helfen.

## Impact Factor
Gemäß den Journal Citation Reports lag der Impact Factor der Fachzeitschrift im Jahr 2014 bei 2,884.